# Pskov
Pâskov (în rusă Псков, în latina medievală: Plescovia, în germană: Pleskau) e un oraș din regiunea Pâskov, Federația Rusă. Orașul este situat la o altitudine de 45 m, se întinde pe o suprafață de 95,5 km² și în anul 2007 avea o populație de 194.900 locuitori. Pâskovul e amplasat la circa 290 km sud-vest de Sankt Petersburg în apropiere de granița cu Estonia. Orașul Pâskov este capitala regiunii cu același nume, fiind unul dintre cele mai vechi orașe din Rusia. În Evul Mediu, Pâskov a fost o fortăreață la granița Rusiei, iar în prezent este un centru industrial important.

## Date geografice
Pâskov este amplasat pe malul pârâului Pâskova, care se varsă lângă lacul Pâskov, în râul Velikaia. Pâskovul e centrul important al Rusiei de Vest. Temperaturile medii iarna sunt între –8 și –10 °C, iar vara între +17 și +18 °C.

## Date rutiere
Orașul este un centru rutier și feroviar important între Letonia, regiunea Kaliningrad, Sankt Petersburg și Riga, fiind un nod cale ferată cu legături spre Moscova și Vilnius.

## Istoric

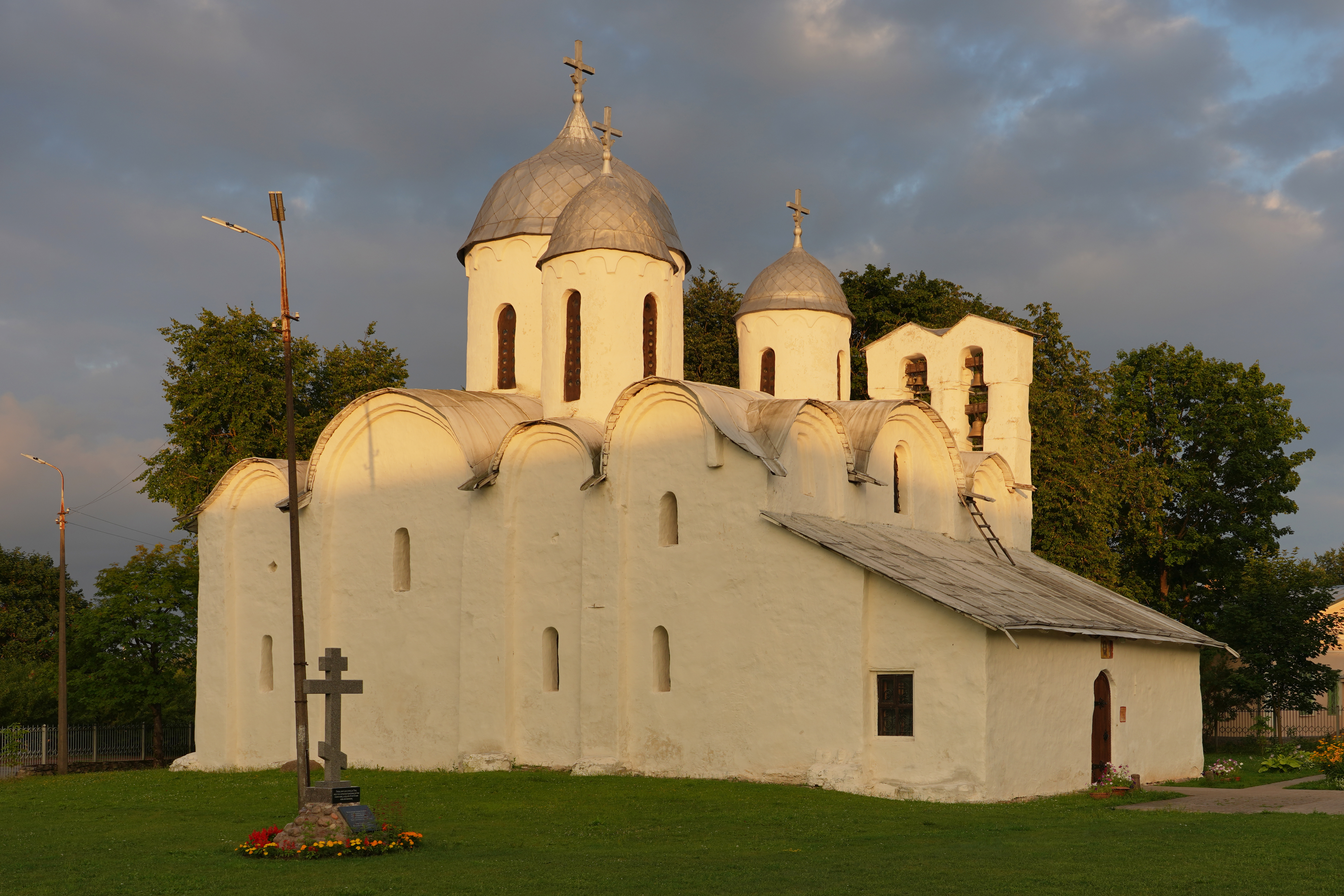
Biserica Sfântului Ioan Botezătorul

Pâskov a fost întemeiat de grupa etnică rusă a krivicilor (rus.: Кривичи), o ramură a slavilor de est. Descoperirile arheologice atestă existența localității din secolul al III-lea d.C. Prima oară este amintit în anul 903 în localitate trăiau slavi, scandinavi și populații fino-ugrice. Regiunea trece la creștinism prin anul 955. În secolul al XII-lea, regiunea Pâskov devine un principat autonom. Localitatea nu a fost invadată de mongolii care au intrat, prin secolul al XIII-lea, în Rusia, dar a fost atacată de Ordinul teutonic, care ocupă orașul în anul 1240, fiind eliberat în 1242 de trupele conduse de Alexandr Nevski, în urma Bătăliei de la Lacul Peipsi. Orașul este atacat frecvent din vest de lituanieni, polonezi și germani. În anul 1510, Pâskov este integrat la Cnezatul Moscovei, a fost asediat în anul 1582 de o armată mixtă poloneză și suedeză compusă din 50.000 soldați, sub conducerea lui Ștefan Báthory și a lui Gustav Adolf. 
În anul 1701, în timpul lui Petru cel Mare, orașul a fost fortificat. În anul 1777, a luat naștere un centru de guvernare al orașului.

## Personalități
- Veniamin Kaverin (1902 - 1987), scriitor sovietic, decorat cu Premiul "Stalin";
- Ian Osin (n. 1973), cântăreț rus;
- Oksana Fiodorova (n. 1977), Miss Universe 2002 (detronată/resemnată), ofițer de poliție (retrasă), prezentatoare de televiziune, actriță, cântăreață și Ambasador UNICEF al Bunăvoinței.